# Мурси, Мухаммед
Мухаммед Му́рси Иса Аль-Аййат (араб. محمد مرسى عيسى العياط‎; 20 августа 1951, Шаркия — 17 июня 2019, Каир) — египетский государственный и политический деятель. Пятый президент Египта с 30 июня 2012 по 3 июля 2013 года. Являлся председателем Партии свободы и справедливости, которая была образована международной панисламистской организацией «Братья-мусульмане» 30 апреля 2011 года после революции в Египте. В 2012 году Мурси победил во втором туре президентских выборов. Первый демократически избранный глава государства после 30-летнего правления Хосни Мубарака. Управлял страной немногим более года, до своего свержения в результате военного переворота 3 июля 2013 года. После отстранения от власти арестован новыми властями, которые предъявили ему ряд обвинений и инициировали жёсткую репрессивную кампанию в отношении «Братья-мусульмане», вскоре объявленных террористической организацией.

## Образование и преподавательская деятельность
Мухаммед Мурси происходит из крестьянской семьи. Окончил Каирский университет, по профессии — инженер, получил степень бакалавра в 1975 году, степень магистра в области металлургии в 1978 году. В годы учёбы вступил в ряды организации Братья-мусульмане. По стипендии от египетского правительства продолжил обучение в США, изучал материаловедение в Университете Южной Калифорнии, в 1982 году защитил докторскую диссертацию. С 1982 по 1985 год преподавал в Университете штата Калифорния в Нортридже. Параллельно работал в NASA, где участвовал в разработке двигателей для космических аппаратов. В 1985 году Мурси вернулся в Египет, занял должность профессора инженерного факультета в университете города Эз-Заказик.

## Политическая карьера
Мурси был депутатом нижней палаты парламента с 2000 по 2005 год как независимый кандидат, потому что Братьям-мусульманам было запрещено занимать государственные должности при президенте Хосни Мубараке. При этом в организации Братьев-мусульман возглавлял отдел по международным делам, был инициатором создания Египетского комитета сопротивления сионизму. В 2010 году Мурси стал официальным представителем Братьев-мусульман, вошёл в Высший совет организации. 25 января 2011 году он принимал активное участие в выступлениях против президента Мубарака, 28 января был арестован и помещён в тюрьму, но в разгар революции сбежал. С апреля 2011 по июнь 2012 года Мурси был председателем Партии свободы и справедливости, политического крыла Братьев-мусульман.

### Президентские выборы
В феврале 2011 года на фоне массовых протестов Мубарак ушёл в отставку с поста президента, новые выборы были назначены на весну 2012 года. Основным кандидатом от Братьев-мусульман стал Хайрат эль-Шатер, но 14 апреля 2012 года Верховная избирательная комиссия отстранила его от участия в выборах вместе с ещё девятью другими кандидатами. После этого Мурси был выдвинут от Братьев-мусульман. В качестве своей предвыборной программы Мурси предложил проект «Возрождение», направленный на развитие Египта на основе исламских принципов, также выступал за уменьшение роли государства в экономике. В СМИ выражалось беспокойство, что избрание Мурси угрожает христианскому меньшинству Египта, а также негативным образом скажется на международных отношениях.
По результатам первого тура определились два лидера. Это — лидер Партии свободы и справедливости Мухаммед Мурси, и последний при Мубараке премьер правительства, генерал авиации Ахмед Шафик. Оба кандидата набрали более 5,5 миллионов голосов, но Мурси набрал 24,78 % голосов, опередив главного конкурента свыше чем на 200 тысяч избирательных бюллетеней, получив поддержку 5 млн 765 тысяч египтян. Третье место занял социалист Хамдин Саббахи. Бывший секретарь Лиги арабских государств Амр Муса оказался на 5 месте. Явка составила 46,42 %.
16 и 17 июня 2012 года состоялся второй тур выборов. На них победил Мурси, набрав 51,73 % голосов избирателей. После объявления результатов выборов 24 июня 2012 года он формально вышел из Партии свободы и справедливости, а также покинул ряды Братьев-мусульман. 30 июня принёс присягу президента в присутствии членов коллегии Высшего конституционного суда.

### Деятельность во главе страны
11 июля 2012 года совершил свой первый зарубежный визит — в саудовскую Джидду, где заключил соглашение об увеличении саудовских инвестиций в египетскую экономику.
В ноябре 2012 года содействовал достижению перемирия, завершившего израильскую операцию «Облачный столп» в секторе Газа.
22 ноября 2012 года подписал конституционную декларацию, которая лишала суды права распускать верхнюю палату парламента и Конституционную ассамблею, а также позволяла президенту страны издавать «любые декреты, направленные на защиту революции», которые не могут быть оспорены в суде. Действия Мурси вызвали негодование в стране. Оппозиция обвинила Мурси в узурпации власти и реставрации диктатуры.
Негативную оценку получило решение президента назначить губернатором Луксора Аделя Альхайата, причастного к организации масштабного теракта в 1997 году. В дальнейшем Альхайат подал в отставку ещё до свержения Мурси.

### Свержение

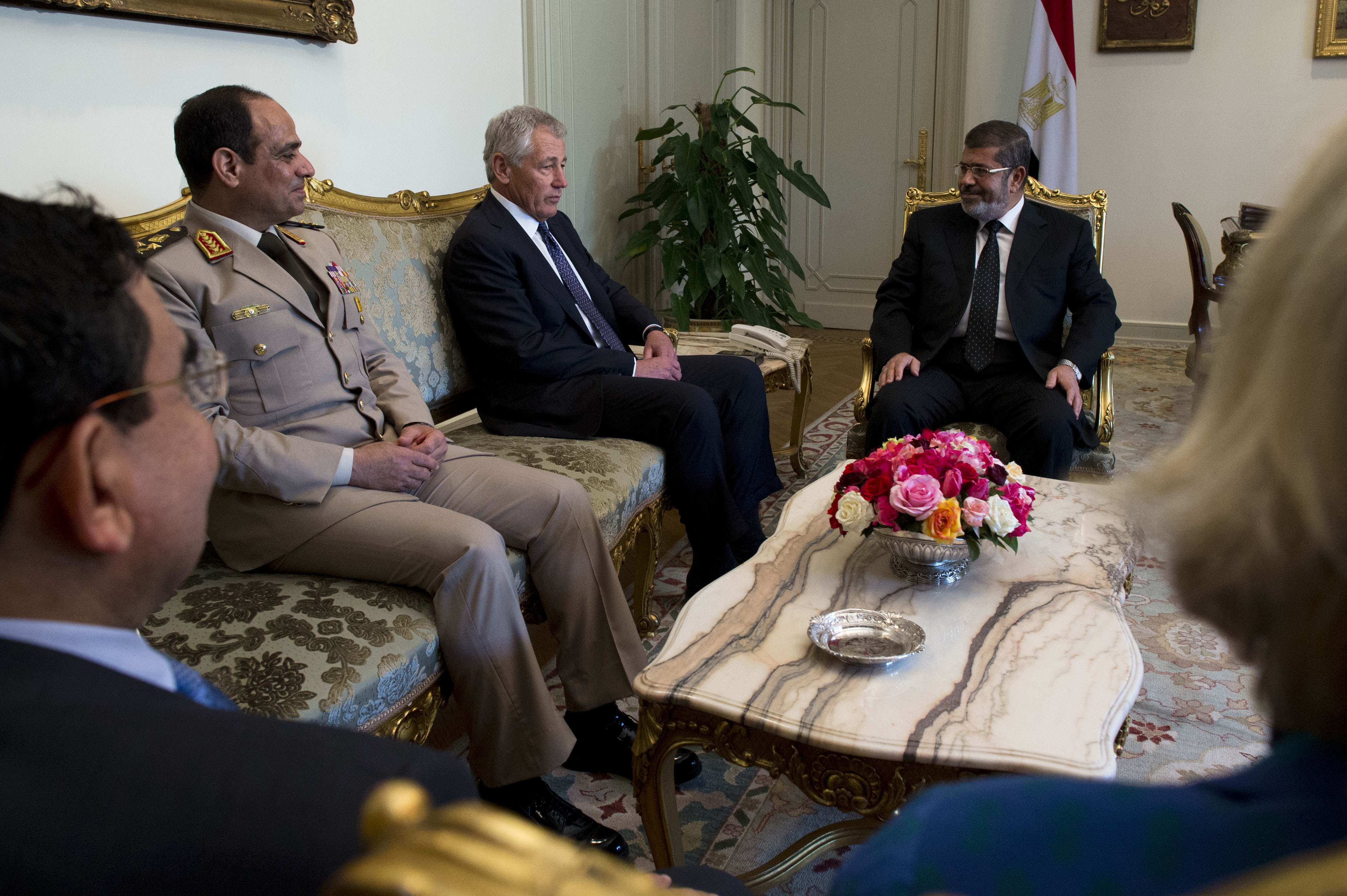
Президент Мухаммед Мурси (справа) и генерал Ас-Сиси (слева) слушают министра обороны США Чака Хейгела (в центре) во время встречи с официальными лицами США 24 апреля 2013 года. Ас-Сиси, назначенный Мурси министром обороны, позже санкционирует свержение Мурси.

В результате протестов, продолжавшихся с 30 июня 2013 года, 3 июля ему был запрещён выезд из страны, позже армия уведомила, что он больше не является президентом. Временно обязанности главы государства перешли к руководителю Высшего конституционного суда; действие Конституции было приостановлено. 4 июля Мурси был заключён под стражу.
26 июля был официально помещён под стражу в рамках проводимого прокуратурой расследования. Он был обвинён в поджоге тюрьмы и уничтожении тюремных отчетов (речь идет о побеге Мурси из тюрьмы после ареста за участие в акциях против Хосни Мубарака в 2011 году), сотрудничестве с палестинским движением «ХАМАС», чтобы предпринять в стране агрессивные действия по нападению на полицейские участки и военных, убийстве заключённых, полицейских и солдат сознательно и с предварительным намерением, а также похищении некоторых полицейских и солдат.
21 апреля 2015 года Уголовный суд Каира приговорил Мухаммеда Мурси и ещё 12 лидеров «Братьев-мусульман» к 20 годам тюрьмы строгого режима по делу о трагических событиях у президентского дворца «Аль-Иттихадия» в египетской столице в конце 2012 года. Помимо этого, экс-президент проходит главным фигурантом ещё по двум другим уголовным делам — о государственной измене и шпионаже в пользу иностранного государства, а также о массовом побеге лидеров «Братьев-мусульман» из тюрьмы в дни свержения президента Мубарака (2011]).
16 мая 2015 года Мурси и шестнадцать его сторонников были приговорены к смертной казни. 18 июня 2016 года под давлением международного сообщества суд отменил смертную казнь для бывшего президента и приговорил Мухаммеда Мурси к пожизненному тюремному заключению.
Был лишён всех государственных наград (в частности, Цепи ордена Республики, Большой ленты ордена Заслуг, Ордена Независимости и Ордена Нила).
Кроме того 30 декабря 2017 года Уголовный суд в Каире приговорил бывшего президента к трём годам тюрьмы по делу об оскорблении судей. Судебная инстанция обязала Мурси выплатить 112 тысяч долларов двум судьям в качестве компенсации морального вреда.
17 июня 2019 года скончался от сердечного приступа во время судебного заседания по делу о шпионаже.

## Семья
30 ноября 1978 года Мурси женился на Наджле Махмуд. В браке у них родилось пятеро детей: сыновья Ахмед, Усама, Умар и Абдалла и дочь Шима.
Старший сын президента, доктор Ахмед Мурси, работает врачом в Саудовской Аравии. Шима, единственная дочь президента, поступила в университет Заказика. Третий сын, Усама, имеет учёную степень лиценциата по праву, занимается адвокатской деятельностью. Четвёртый сын Мурси, Омар, учится на последнем курсе факультета коммерции. Пятый сын, Абдалла, учился в старшей школе.